# Chiril Țurcan
Chiril Țurcan (în rusă Кирилл Иванович Цуркан, transliterat: Kirill Ivanovici Țurkan; n. 24 mai 1900, Plopi, volostea Cruteansc⁠(d), Gubernia Podolia, Imperiul Rus – d. 21 septembrie 1978, Chișinău, RSS Moldovenească, URSS) a fost un om de stat sovietic moldovean, ministru al industriei alimentare al RSS Moldovenești, de asemenea, membru al Comitetului Central al Partidului Comunist din Moldova în anii 1949–1960, deputat al Sovietului Suprem al RSS Moldovenești al convocărilor a II-a–V-a și deputat al Sovietului Suprem al URSS al convocării a IV-a (1954–1958).

## Biografie
S-a născut în satul Plopi din ținutul Balta, gubernia Podolia, pe atunci Imperiul Rus (actualmente în Transnistria, Republica Moldova), într-o familie de țărani moldoveni săraci. A început să lucreze la vârsta de șaptesprezece ani ca angajat al oficiului poștal.
În anii 1922-1932 a lucrat ca secretar, statistician și instructor al Uniunii Societăților de Consum din raionul Codâma al RASS Moldovenești.
În anii 1932-1940 a ocupat funcții de răspundere la Fabrica de conserve „1 Mai” din Tiraspol, unde a fost maistru de tură și șef de atelier.
A devenit membru al PCUS în 1939.
În 1940-1941 a fost secretar executiv adjunct al Consiliului Comisarilor Poporului din RSS Moldovenească.
În timpul Războiului Germano-Sovietic din 1941-1944, a fost reprezentant permanent al Comitetului RSS Moldovenești la Sovietul Comisarilor Poporului din URSS, vicepreședinte al Sovietului Comisarilor Poporului din RSS Moldovenească.
În același timp, din decembrie 1942 până în 1944, a lucrat în secția moldovenească a sediului ucrainean al mișcării partizane.
După război, între 16 mai 1945 și 18 aprilie 1953, a fost Ministrul Industriei Alimentare al RSS Moldovenești.
Între aprilie și octombrie 1953 a fost Ministrul Industriei Ușoare și Alimentare al RSS Moldovenești.
Din octombrie 1953 până în 7 iunie 1957 a fost, din nou, Ministrul Industriei Alimentare al RSS Moldovenești.
Din iunie 1957 până în 1959 a fost vicepreședinte al Consiliului Economiei Naționale al RSS Moldovenești.
Din 1959, pensionar.
Până în 1971 a lucrat de asemenea, ca director al unei uzine de prelucrarea a petrolului din Chișinău.
A murit la 21 septembrie 1978 în Chișinău. 